# Dusona relecta
Dusona relecta là một loài tò vò trong họ Ichneumonidae.